# ツリバナ
ツリバナ（吊花、学名: Euonymus oxyphyllus var. oxyphyllus）は、ニシキギ科ニシキギ属の落葉低木。和名の由来は、長い花柄にぶら下がって花を咲かせることに因む。別名では、タンザワツリバナともよばれる。またマキやイロマキともよばれ、北海道ではエリマキという地方名でもよばれている。アイヌ語では、コンケ・ニといい、コンケは「曲がる」、ニは「木」を意味し、アイヌが弓の材にしたことからきている。

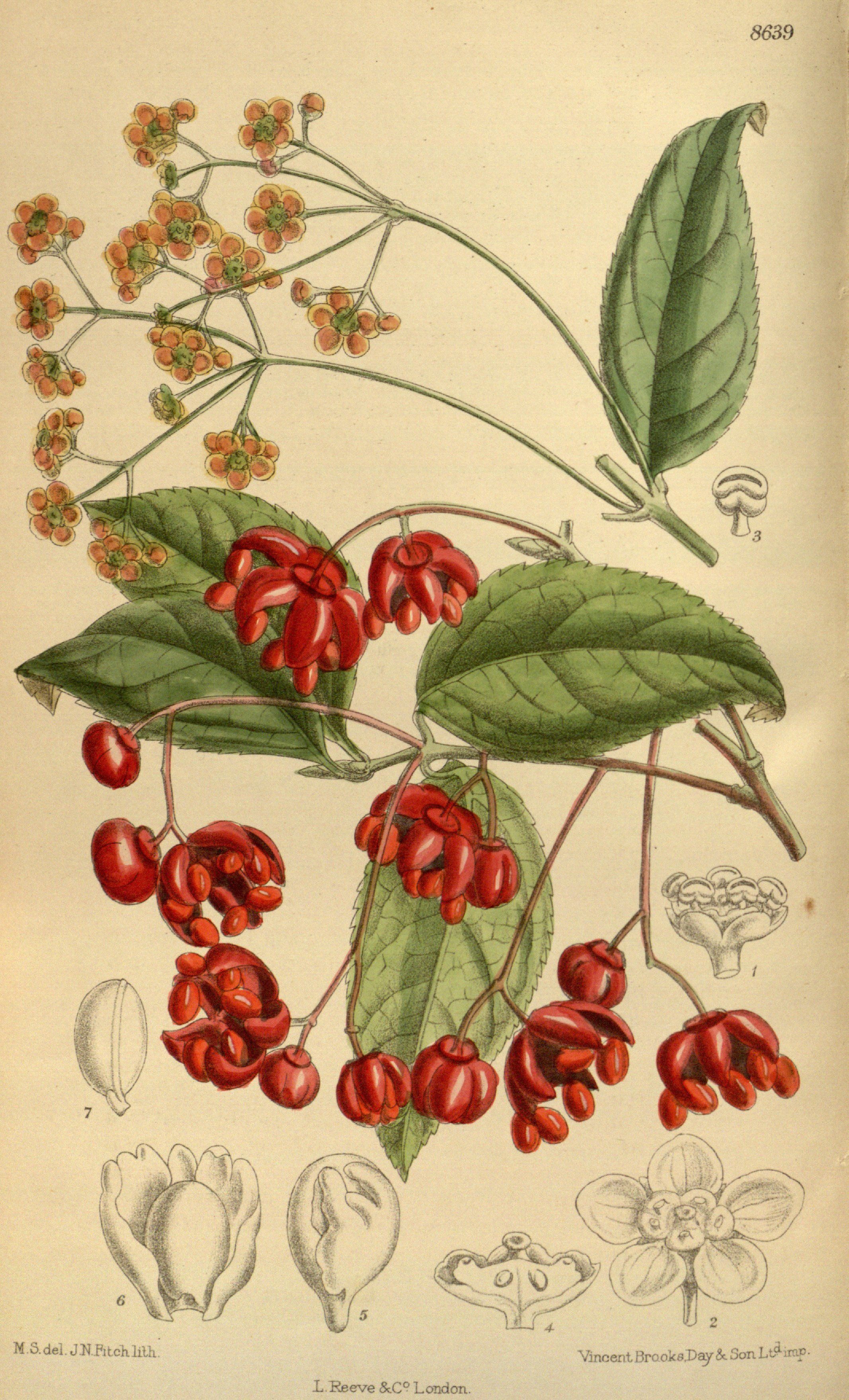
ツリバナ (Euonymus oxyphyllus) のイラスト

## 分布と生育環境
日本・南千島・朝鮮半島・中国の暖帯から温帯にかけてアジア北東部に自生し、日本では北海道、本州、四国、九州に分布する。丘陵や山地に自生し、人の手によって植栽もされ、庭や盆栽などに見られる。

## 形態・生態
落葉広葉樹の低木から小高木で、樹高は1 - 6メートル (m) ほどある。幹径は10 -20センチメートル (cm) になる。樹皮は滑らかで、ふつう灰色だが茶色味を帯びたり、白っぽい斑が入ることもある。一年枝は稜や皮目はなく、緑色や紫褐色をしている。全体に無毛である。
葉は対生し、長さ3 - 10 cm、幅は5 cmほどになる卵形から長楕円形で、薄くて先が尖り、脚部は円形で短い葉柄がつく。葉の表面は緑色、裏面は少し薄い緑色で葉脈が浮き出ており、葉縁には鋸歯がある。秋には紅葉し、林の中で淡い黄色に紅葉するものが多いが、日当たりがよいと淡いピンク色から赤色に染まる。
開花時期は初夏（5月 - 6月ごろ）で、葉腋から長さ4 - 15 cmの花柄がある集散花序を出して、紫がかった緑色の花が長い花柄の先にぶら下がって咲く。小花の径は5 - 8ミリメートル (mm) 、萼片と花弁と雄蕊が5個ずつつく。
果期は秋。果実は少し平べったく押しつぶしたような形で5稜のある赤い実で、直径は12ミリメートル (mm) ほどある。果実には翼がない。熟すと5裂して、中からオレンジ色がかった赤色の仮種皮に包まれた種子を吊り下げる。
冬芽は枝に対生し、細長い被針形で先端が鋭く尖り、芽鱗6 - 10枚に覆われる。色は枝とほぼ同色で、頂芽は側芽よりも大きい。冬芽のつけ根にある葉痕は半円形で、維管束痕は1個つく。
- 枝は細く、ややしなだれる。
- 葉は長楕円形で鋸歯がある。
- 花は5弁で、長い柄を付けて垂れ下がる。
- 果実は未熟果は緑色だが、熟すと赤くなって5裂する。

## 利用
果実が美しく庭木や盆栽にされる。材が白くて滑らかで美しさがあるので、さまざまな木彫り細工に使われる。